# 升米
升米（しょうまい）は、中世の日本において船舶にかけられた通行税（津料）の一種。本項目では類似した性格を持つ置石（おきいし）についても合わせて解説する。

## 概要
升米は主に船舶に搭載された米を対象に賦課されて、米1石に対して1升（=1/100（1%）相当）の割合で徴収されたことに由来する。鎌倉時代初期より、摂津兵庫関や河内禁野関、近江坂本、越前敦賀など主要港湾において升米が徴収されるようになる。ただし、「升米」の名称が初めて登場するのは、貞応元年（1222年）の文書である。徴収対象と割合が明確な名称であったために広く普遍的な呼称として採用された。
升米と類似した性格を持つものとして、置石が挙げられる。置石とは元は港湾修理用の石材を利用する船舶が負担する代わりに米や銭を徴収したものである。置石も升米と同様、船舶の搭載する貨物の価格に対して1/100を徴収した。正応2年（1289年）に朝廷が播磨魚住泊修繕の為に摂津尼崎泊などの周辺港湾に寄港する上洛船より置石を徴収したとする記録がある。
東大寺支配下の兵庫関においては延慶元年（1308年）に升米徴収を許可する伏見上皇の院宣が出されている他、これとは別個に西国への下向船から置石を徴収したことが知られている。
升米・置石の語は戦国時代前期まで見ることができる。